# 神戸都市圏

神戸都市圏（都市雇用圏）の範囲

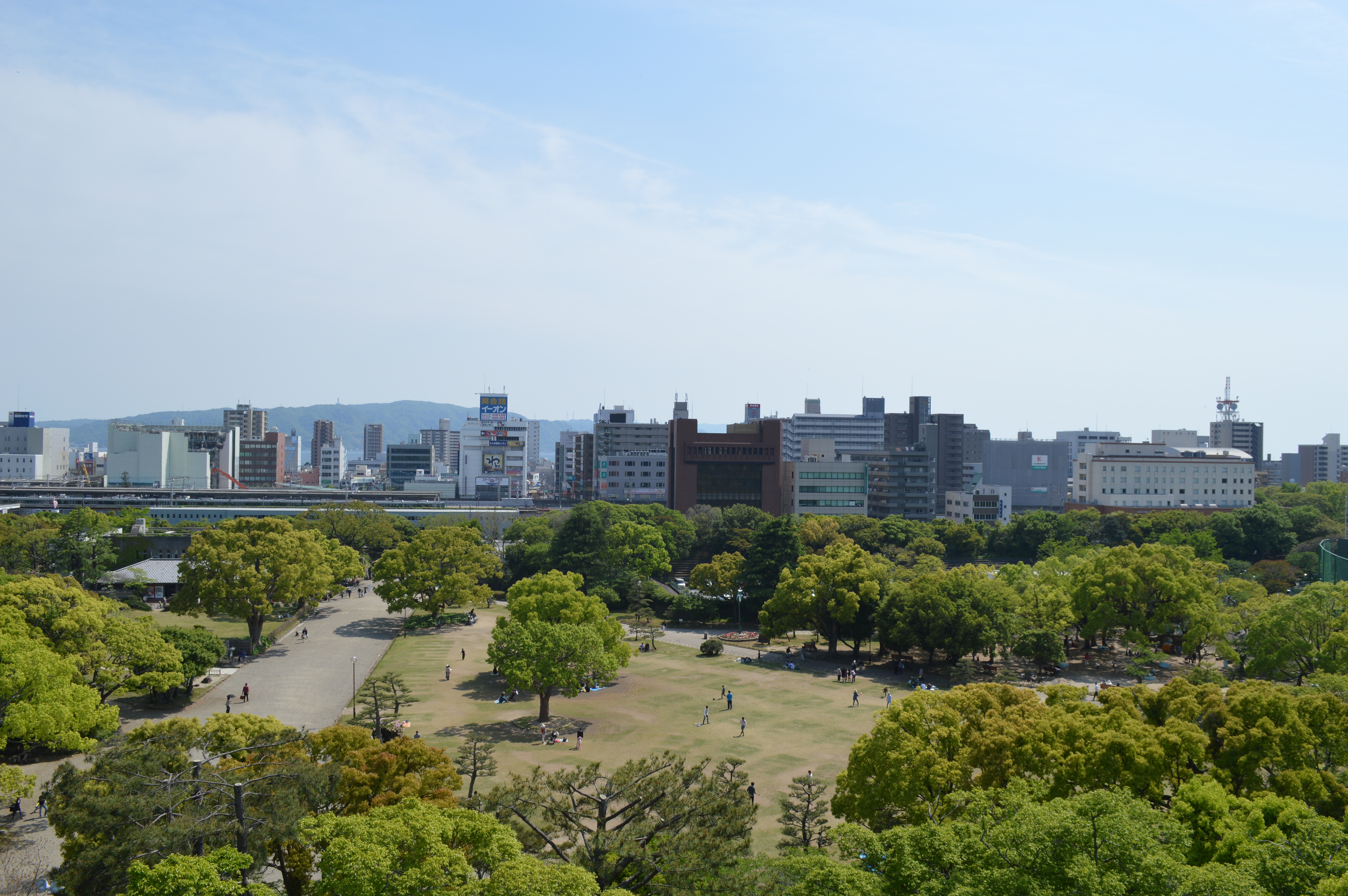
兵庫県立明石公園（明石市）

神戸都市圏（こうべとしけん）は、兵庫県神戸市を中心都市とする周辺自治体を含む都市圏。阪神工業地帯と同様に大阪府大阪市を中心都市とする大阪都市圏と合わせて阪神都市圏、さらに京都府京都市を中心都市とする京都都市圏を加えて近畿大都市圏（京阪神）と見なされることも少なくない。

## 定義
神戸市の北西側に位置する北播磨地域の一部（三木市、小野市、加東市）、神戸市の西側に位置する東播磨地域の全域（明石市、加古川市、高砂市、稲美町、播磨町）および神戸市が圏域となる。なお、神戸市の北東側に位置する阪神北地域の全域（伊丹市、宝塚市、川西市、三田市、猪名川町）、神戸市の東側に位置する阪神南地域の全域（尼崎市、西宮市、芦屋市）は大阪都市圏となる。
周辺市町では高砂市を除き昼夜間人口比率が100を下回る。核となる神戸市は東灘区を筆頭に主に大阪市への17万人の人口流出があるが、東播磨地域をはじめとする周辺市町などから21万人が流入する。流入超過となり、昼間人口指数は103%と、都市圏の中心都市・就業地として機能している。
都市圏の人口は、隣接する大阪都市圏との関係で、定義により大きく異なる。通勤や通学を基準とした例として、大阪都市圏が存在する前提の定義である「相対都市圏」では約250万人で日本第5位、大阪都市圏が存在しないと見た場合の定義である「絶対都市圏」では約273万人の人口を擁し日本第4位。
- 都市雇用圏（10%通勤圏 - 相対都市圏）：243万1076人（2010年）
- 10% 通勤通学圏（絶対都市圏）：273万3395人

都市雇用圏（10% 通勤圏）の変遷
- 10% 通勤圏に入っていない自治体は、各統計年の欄で灰色かつ「-」で示す。

| 自治体 ('80) | 1980年                  | 1990年                  | 1995年                  | 2000年                  | 2005年                  | 2010年                  | 2015年                  | 自治体 （現在） |
| ------------ | ----------------------- | ----------------------- | ----------------------- | ----------------------- | ----------------------- | ----------------------- | ----------------------- | --------------- |
| 東条町       | -                       | -                       | -                       | -                       | -                       | 神戸 都市圏 243万1076人 | 神戸 都市圏 241万9973人 | 加東市          |
| 滝野町       | -                       | 西脇 都市圏             | 西脇 都市圏             | 小野 都市圏 8万2779人   | 小野 都市圏 8万2460人   | 神戸 都市圏 243万1076人 | 神戸 都市圏 241万9973人 | 加東市          |
| 社町         | -                       | -                       | -                       | 小野 都市圏 8万2779人   | 小野 都市圏 8万2460人   | 神戸 都市圏 243万1076人 | 神戸 都市圏 241万9973人 | 加東市          |
| 小野市       | -                       | -                       | -                       | 小野 都市圏 8万2779人   | 小野 都市圏 8万2460人   | 神戸 都市圏 243万1076人 | 神戸 都市圏 241万9973人 | 小野市          |
| 吉川町       | -                       | 大阪 都市圏             | 大阪 都市圏             | 大阪 都市圏             | 大阪 都市圏             | 神戸 都市圏 243万1076人 | 神戸 都市圏 241万9973人 | 三木市          |
| 三木市       | 神戸 都市圏 204万7561人 | 神戸 都市圏 221万4270人 | 神戸 都市圏 221万8986人 | 神戸 都市圏 229万6268人 | 神戸 都市圏 231万8909人 | 神戸 都市圏 243万1076人 | 神戸 都市圏 241万9973人 | 三木市          |
| 神戸市       | 神戸 都市圏 204万7561人 | 神戸 都市圏 221万4270人 | 神戸 都市圏 221万8986人 | 神戸 都市圏 229万6268人 | 神戸 都市圏 231万8909人 | 神戸 都市圏 243万1076人 | 神戸 都市圏 241万9973人 | 神戸市          |
| 明石市       | 神戸 都市圏 204万7561人 | 神戸 都市圏 221万4270人 | 神戸 都市圏 221万8986人 | 神戸 都市圏 229万6268人 | 神戸 都市圏 231万8909人 | 神戸 都市圏 243万1076人 | 神戸 都市圏 241万9973人 | 明石市          |
| 稲美町       | 神戸 都市圏 204万7561人 | 神戸 都市圏 221万4270人 | 神戸 都市圏 221万8986人 | 神戸 都市圏 229万6268人 | 神戸 都市圏 231万8909人 | 神戸 都市圏 243万1076人 | 神戸 都市圏 241万9973人 | 稲美町          |
| 播磨町       | 神戸 都市圏 204万7561人 | 神戸 都市圏 221万4270人 | 神戸 都市圏 221万8986人 | 神戸 都市圏 229万6268人 | 神戸 都市圏 231万8909人 | 神戸 都市圏 243万1076人 | 神戸 都市圏 241万9973人 | 播磨町          |
| 加古川市     | 神戸 都市圏 204万7561人 | 神戸 都市圏 221万4270人 | 神戸 都市圏 221万8986人 | 神戸 都市圏 229万6268人 | 神戸 都市圏 231万8909人 | 神戸 都市圏 243万1076人 | 神戸 都市圏 241万9973人 | 加古川市        |
| 高砂市       | 神戸 都市圏 204万7561人 | 神戸 都市圏 221万4270人 | 神戸 都市圏 221万8986人 | 神戸 都市圏 229万6268人 | 神戸 都市圏 231万8909人 | 神戸 都市圏 243万1076人 | 神戸 都市圏 241万9973人 | 高砂市          |
| 淡路町       | 神戸 都市圏 204万7561人 | 神戸 都市圏 221万4270人 | 神戸 都市圏 221万8986人 | 神戸 都市圏 229万6268人 | -                       | 洲本 都市圏             | 洲本 都市圏             | 淡路市          |

- 1995年1月17日：阪神・淡路大震災発生。
- 1998年4月5日：明石海峡大橋供用開始。
- 2005年
  - 4月1日：津名郡淡路町、津名町、北淡町、一宮町、東浦町が新設合併して淡路市が発足。
  - 10月24日：美嚢郡吉川町が三木市に編入される。
- 2006年3月20日：加東郡社町、滝野町、東条町が新設合併して加東市が発足。

### 国土交通省
人口10万人以上で昼夜間人口比率が1以上である神戸市を、核都市として都市圏を設定する。神戸市への通勤通学者が全通勤通学者の5%以上または500人以上の市町村を範囲とする。

## 特徴
1930年代前半までは世界4大海運市場の一つで証券取引所も置かれた日本の産業経済の中枢であったが、河港から海港へ生まれ変わった大阪港の伸展や、1930年代後半からの戦時統制＝東京一極集中政策の継続により勢いを失った。
それでも神戸港のアジア最大のハブ港としての地位は揺るがず、1973年から1978年まで海上コンテナ取扱個数世界一を誇るなど、1890年代から1990年代前半までの約100年間、東洋最大の港湾、世界屈指の貿易港として栄えた。
ただし、コンテナ取扱個数は1982年に香港、1985年に高雄、1986年にシンガポール、1992年に釜山にそれぞれ抜かれており、東アジアにおける地位は既に低下し始めていた。そして、1995年の阪神・淡路大震災で港湾施設に大打撃を受け、日本国内における地位も低下した。2010年に大阪港とともに阪神港として国際コンテナ戦略港湾に選定され、2014年に神戸港埠頭株式会社と大阪港埠頭株式会社を統合して阪神国際港湾株式会社が発足したが、同社の本社所在地は神戸市であり（神戸国際会館20階）、依然として日本屈指の港湾、西日本最大の港湾としての威厳を国内外に示している。
2010年の域内総生産は8.4兆円とされる。

## マスコミ

### テレビ
- NHK神戸放送局、サンテレビ

サンテレビは、かつてはびわ湖放送・奈良テレビ放送・テレビ和歌山と同様にテレビ東京（旧：東京12チャンネル）の番組を大量に購入して放送していたが、1982年にテレビ大阪が開局して以降は、同局の放送エリアとの兼ね合いで京都放送と同様に大半のテレビ東京系の番組を打ち切った。神戸都市圏の地ではテレビ大阪の直接受信は困難であり、テレビ東京系の番組を見る場合はJ:COM 神戸・三木やJ:COM 神戸・芦屋などのケーブルテレビ会社に加入するのが一般的である。なおテレビ大阪には放送対象地域を兵庫県と京都府まで拡大する計画があるが実現していない。